# رجل ضائع (فلم)
رجل ضائع (Un homme perdu) فيلم سينمائي لبناني فرنسي صدر عام 2007 ويعتبر ثاني فيلم لمخرجته دانيال عربيد والفيلم من بطولة
الممثلة ياسمين وألكسندر صديق وميلفيل بيبود ووجوه جديدة في التمثيل واخذ الفيلم جوائز متعددة في مهرجان كان السينمائي وأخذت دانيال عربيد جائزة أفضل مخرجة، الفيلم مستوحى من حياة المصور الفرنسي Antoine D'Agata.

## عن فيلم سينمائي
اخذا فيلم جوائز متعدة وكثيرة وفي ذلك سنوات 2006 وفي 2008 ويعتبر ثاني فيلم لمخرجته دانيال عربيد وقد كان نوعه من فئة الكبار ويروي الفيلم حكايات رجل في متاهة من الظلم ولهذا سمي الفيلم باسم رجل ضائع.

## عن قصة الفيلم وملخصه
القصة تدور حول المصور الفرنسي توماس كور (Melvil Poupaud)، الذي يبحث عن تجارب غير عادية، يلتقي فؤاد صالح (ألكسندر صديق)، وهو رجل عنده مشاكل في الذاكرة، فيصبحان أصدقاء. ثم يحاول توماس كور اكتشاف ماضي وتاريخ فؤاد صالح.

## عن تصوير الفيلم
كانت عدة أفلام لبنانية قد صورت في 2006 مثل سكر بنات لنادين لبكي تحت القصف لفيليب عرفتنجي
و أيضا هذا الفيلم الذي انتهى تماما بعدا انتهاء الحرب في لبنان.

## وصلات خارجية
- مقالات تستعمل روابط فنية بلا صلة مع ويكي بيانات

1. ↑  رجل ضائع (فلم) في قاعدة بيانات الأفلام العربية
2. ↑  "معلومات عن رجل ضائع (فيلم) على موقع letterboxd.com". letterboxd.com. مؤرشف من الأصل في 2015-01-08.
3. ↑  "معلومات عن رجل ضائع (فيلم) على موقع unifrance.org". unifrance.org. مؤرشف من الأصل في 2021-05-09.